# Palazzo Maglione
Palazzo Maglione, già Peruzzi, è un edificio storico del centro di Firenze, situato in borgo dei Greci 7. Si tratta di uno degli edifici costruito sulle rovine dell'anfiteatro romano di Firenze.

## Storia e descrizione
Un tempo era un unico complesso con il grande palagio dei Peruzzi al quale si addossa (Borgo dei Greci n. 3). L'edificio appare attualmente rimaneggiato in stile neoclassico, e segnalato come passato di proprietà alla famiglia Maglione. 
Il piano terreno, come consuetudine delle riletture che nell'Ottocento sono state fatte degli edifici antichi di questa zona, mostra gli intonaci lavorati a finta pietra. La letteratura segnala come nell'androne si conservassero due memorie in ricordo dei soggiorni di Coluccio Salutati e dell'imperatore Giovanni Paleologo (quest'ultima spostata nell'androne dell'antistante palazzo di Ubaldino Peruzzi quando vi si trasferì il ramo principale della famiglia Peruzzi).

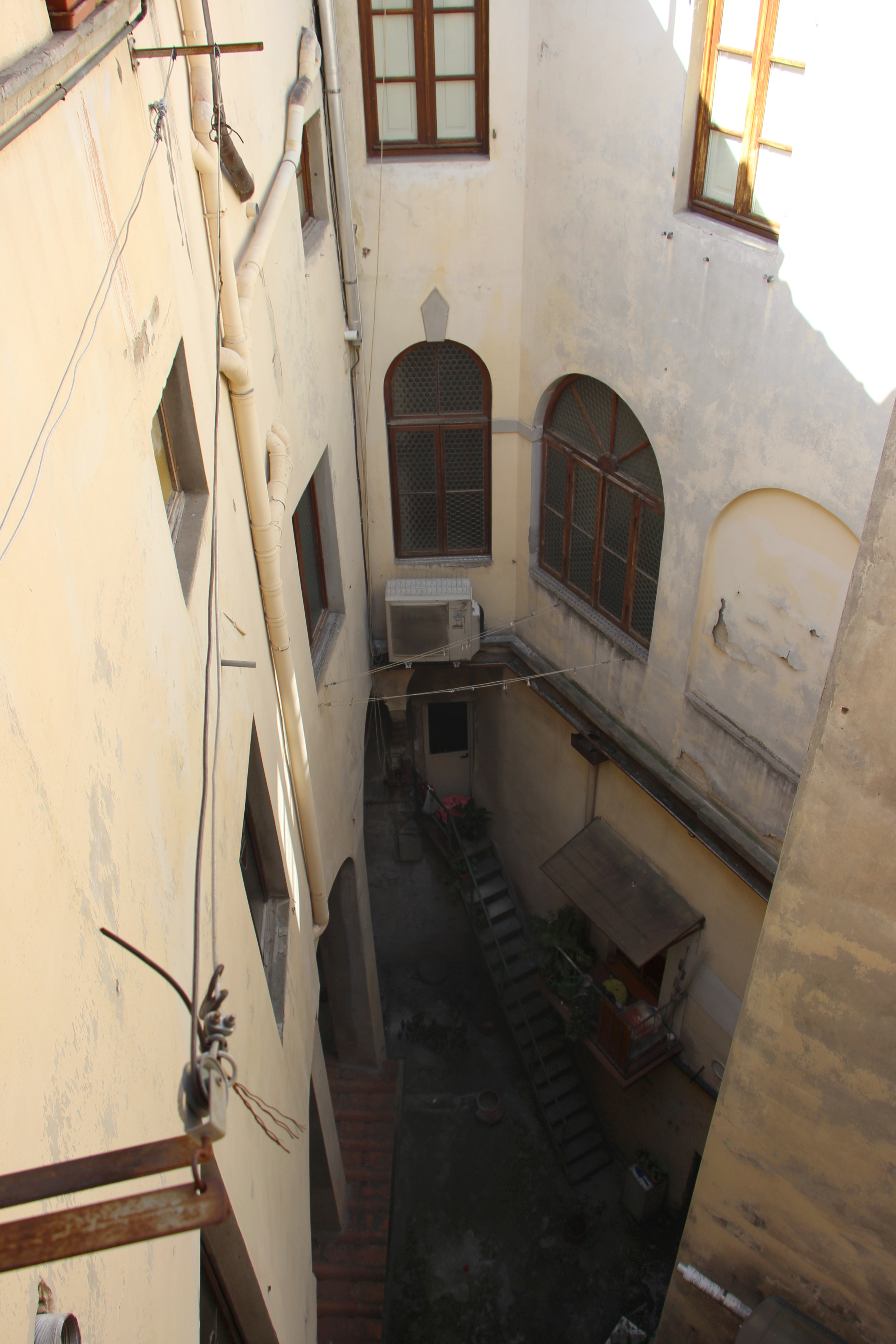
Cortile interno